# Malvina Reynolds
Pour les articles homonymes, voir Reynolds.
Malvina Reynolds née Malvina Milder le 23 août 1900 et morte le 17 mars 1978 est une chanteuse et auteur-compositeur de folk et de blues ainsi qu'une militante politique américaine. Elle est surtout connue pour avoir écrit la chanson Little Boxes.

## Jeunesse
Née à San Francisco, fille de deux immigrants juifs, opposants socialistes à la Première Guerre mondiale, Malvina Milder épousa en 1934 William Reynolds. Elle eut une fille, Nancy, née en 1935. Elle obtint son B.A en littérature anglaise à l'Université de Californie à Berkeley puis poursuivit jusqu'à l'obtention de son doctorat (PhD), achevant sa thèse en 1938.

## Carrière musicale
Elle ne commença sa carrière d'auteur-compositeur qu'assez tardivement. Elle avait bien plus de quarante ans lorsqu'elle rencontra Earl Robinson, Pete Seeger et d'autres chanteurs ou compositeurs de folk. Elle retourna étudier la théorie musicale à Berkeley. Elle composa plusieurs chansons populaires, dont :
- Little Boxes ;
- What Have They Done to The Rain ;
- It Isn't Nice ;
- Turn Around .

Son titre le plus célèbre, Little Boxes, a connu un regain de popularité en étant la chanson du générique de la série télévisée Weeds.

## Reprises
Sa chanson Little Boxes a été reprise en français par Graeme Allwright (Petites boîtes).
Le groupe Mama Lion a enregistré un album complet de ses chansons en 1980.
Le chanteur chilien Víctor Jara a repris Little Boxes sous le titre Las casitas del barrio alto.